# Arbeitsgemeinschaft Deutsche Fachwerkstädte
Die Arbeitsgemeinschaft Deutsche Fachwerkstädte e.V. (ADF) ist ein Zusammenschluss deutscher Fachwerkstädte zur Förderung des Erhalts historischer städtebaulicher Strukturen. Die ADF hat ihren Sitz in Fulda.
1975 schlossen sich anlässlich des Europäischen Denkmalschutzjahres Fachwerkstädte zunächst aus Hessen und Niedersachsen zusammen, um durch Erfahrungsaustausch und gemeinsames Handeln die Erhaltung ihrer historischen städtebaulichen Strukturen zu fördern.
Dazu gehören die Förderung der Stadtentwicklung, des Interesses der Bürgerschaft sowie die Fortbildung der Handwerker und Initiativen zur finanziellen und steuerlichen Förderung. Inzwischen sind auch Fachwerkstädte in Thüringen, Sachsen-Anhalt, Bayern und Baden-Württemberg als Mitglieder beigetreten.
Die rund 130 Mitgliedsstädte der Fachwerk-Arge reichen über ganz Deutschland von Stade im Norden bis Meersburg im Süden.

## Arbeitsgruppe Deutsche Fachwerkstraße
Aus der Arbeitsgruppe Touristik wurde die weitgehend wirtschaftlich selbständige Arbeitsgruppe Deutsche Fachwerkstraße, die inzwischen eine der bekanntesten Ferienstraßen mit insgesamt 2.800 km Länge geworden ist. Die Geschäftsstelle leitet die Kulturstraße und erarbeitet die Marketingkonzeption wie auch die Marketinginstrumente.

## Arbeitsgruppe Bildung und Recht
Die Arbeitsgruppe Bildung & Recht hat die Mustersatzung der ADF aktualisiert, trägt das Projekt „Fachwerk macht Schule“ und erarbeitet Lösungen bei Rechtsfragen. Eine weitere  Aufgabe dieser Arbeitsgruppe ist das Projekt „Brandschutz“ mit entsprechenden Seminaren und der Erarbeitung einer Broschüre für Städte und Hauseigentümer. Zudem begleitet die Arbeitsgruppe die Triennalen und arbeitet an der „Zumutbarkeitsberechnung“ von Fachwerkgebäuden bei rechtlichen Auseinandersetzungen.

## Arbeitsgruppe Bautechnik
Von der Arbeitsgruppe Bautechnik wurden sieben technische Anleitungen für Handwerker erarbeitet, darunter der Leitfaden „Die Fachwerkimmobilie – erwerben, instandsetzen, bewirtschaften“. Die Arbeitsgruppe erstellt Flyer für Hauseigentümer von Fachwerkhäusern sowie verschiedene Broschüren z. B.  zu „Solar- und Photovoltaikanlagen“. Zudem begleitet die Arbeitsgruppe die Triennale 15 im Bereich von Klima und Energie.

## Fachwerk macht Schule
2004 rief die Arge Fachwerk die Initiative „Fachwerk macht Schule“ ins Leben. Ziel der Initiative ist es, die Bewusstseinsbildung für Fachwerk in zukünftigen Generationen zu vertiefen und Fachwerk als Lehr- und Lerngegenstand zu benutzen. Insbesondere Seminare, Arbeitsmittel und der Band „Fachwerk macht Schule“ gehören zur Unterstützung der inzwischen in vielen Schulen Deutschlands operierenden Initiative.

## Fachwerktriennale
Nach dem erfolgreichen Abschluss der Triennale 09 wurde die  Triennale 12 mit den Bausteinen: Bürger für ihre Stadt aktivieren (Zivilgesellschaft), Chancen schaffen und Zusammenhalt bewahren (soziale Stadt), Motor der wirtschaftlichen Entwicklung (Die innovative Stadt), Die Stadt von morgen bauen (Klimaschutz und globale Verantwortung), Städte besser gestalten (Baukultur), Die Zukunft der Stadt ist die Region (Regionalisierung) durchgeführt. Der Umgang mit der Energie, d. h. sowohl die Energiegewinnung als auch alle Möglichkeiten der Energieeinsparung bildet ebenso wie die Stärkung des Tourismus einen der herausragenden Schwerpunkte.
Im Jahre 2014 startet die Triennale 15 mit dem Titel „Impulse der Wirtschaft“. Die Triennale soll dazu beitragen, die Stärkung der Fachwerkstädte durch Impulse der Wirtschaft zu realisieren.

## Beratungen und Ratgeber
In schwierigen rechtlichen und technischen Problembereichen beraten die Fachleute der ADF sowohl Mitgliedsstädte als auch Fachwerkhausbesitzer und Handwerker.
In den ersten zwei Jahrzehnten der ADF gehörte die Sanierungstechnik von Fachwerkgebäuden zu den wichtigsten Themen. Entsprechend wurden von der ADF Handwerkeranleitungen erarbeitet und bisher in einer Gesamtauflage von über 40.000 Exemplaren verbreitet.
Inzwischen werden die Fachwerkstädte von mehr übergeordneten Problemen, wie dem Umgang mit der demografischen Entwicklung, Leerstand, Vandalismus und Fachwerkgebäudemanagement beansprucht. Die ADF darauf unterstützt ihre Mitglieder durch die Erarbeitung entsprechender Arbeitsmaterialien.

## Der Deutsche Fachwerkpreis
Alle fünf Jahre führt die ADF den Wettbewerb „Der Deutsche Fachwerkpreis“ durch. Der bundesweit vergebene Preis wird für herausragende Fachwerksanierungen in den Mitgliedsstädten vergeben. Die letzte Preisverleihung fand am 14. Oktober 2020 in der Propstei Johannesberg im hessischen Fulda statt, ausgezeichnet wurden u. a. Sanierungsprojekte in Quakenbrück, Obercunnersdorf und Celle.